# Kuisma Taipale
Kuisma Taipale (* 15. Februar 1970 in Veteli) ist ein ehemaliger finnischer Skilangläufer.

## Werdegang
Taipale, der für den Vetelin Urheilijat startete, errang bei den Nordischen Skiweltmeisterschaften 1993 in Falun den 16. Platz über 30 km klassisch und holte im Dezember 1993 in Santa Caterina Valfurva mit dem 24. Platz über 30 km klassisch seine ersten Weltcuppunkte. Im März 1994 wurde er in Lahti Dritter mit der Staffel. Im folgenden Jahr holte er in Kuusamo über 15 km Freistil seinen einzigen Sieg im Continental-Cup. In der Saison 1995/96 kam er im Weltcup dreimal in die Punkteränge und erreichte mit dem 56. Platz im Gesamtweltcup sein bestes Gesamtergebnis. Im November 1997 errang er in Beitostølen den zweiten Platz mit der Staffel. Bei den Nordischen Skiweltmeisterschaften 1999 in Ramsau am Dachstein lief er auf den 31. Platz über 30 km Freistil. In der Saison 2001/02 erreichte er in Kuopio mit dem 18. Platz über 15 km klassisch seine beste Einzelplatzierung im Weltcup und kam bei seiner einzigen Olympiateilnahme im Februar 2002 in Salt Lake City auf den 47. Platz über 50 km klassisch, auf den 30. Rang über 15 km klassisch und zusammen mit Karri Hietamäki, Teemu Kattilakoski und Sami Repo auf den 11. Platz in der Staffel. Anfang Dezember 2002 kam er in Kuisamo mit Platz zwei in der Mixed-Staffel letztmals im Weltcup aufs Podest. Bei den nordischen Skiweltmeisterschaften 2003 im Val di Fiemme belegte er den 33. Platz im 30-km-Massenstartrennen, den 26. Rang im Skiathlon und den sechsten Platz mit der Staffel. Sein letztes Weltcuprennen absolvierte er im November 2006 in Kuusamo, das er auf dem 39. Platz über 15 km klassisch beendete. Sein Vater Hannu Taipale war ebenfalls als Skilangläufer aktiv.

## Siege bei Continental-Cup-Rennen
| Nr. | Datum         | Ort     | Disziplin      | Serie           |
| --- | ------------- | ------- | -------------- | --------------- |
| 1.  | 26. März 1995 | Kuusamo | 15 km Freistil | Continental-Cup |

## Teilnahmen an Weltmeisterschaften und Olympischen Winterspielen

### Olympische Spiele
- 2002 Salt Lake City: 11. Platz Staffel, 30. Platz 15 km klassisch, 47. Platz 50 km klassisch

### Nordische Skiweltmeisterschaften
- 1993 Falun: 16. Platz 30 km klassisch
- 1999 Ramsau am Dachstein: 31. Platz 30 km Freistil
- 2003 Val di Fiemme: 6. Platz Staffel, 26. Platz 20 km Skiathlon, 33. Platz 30 km klassisch Massenstart

## Weltcup-Gesamtplatzierungen
| Saison    | Gesamt | Gesamt | Distanz | Distanz | Sprint | Sprint |
| Saison    | Punkte | Platz  | Punkte  | Platz   | Punkte | Platz  |
| --------- | ------ | ------ | ------- | ------- | ------ | ------ |
| 1992/93   | 29     | 52.    | –       | –       | –      | –      |
| 1993/94   | 8      | 71.    | –       | –       | –      | –      |
| 1994/95   | –      | –      | –       | –       | –      | –      |
| 1995/96   | 21     | 56.    | –       | –       | –      | –      |
| 1996/97   | 10     | 83.    | 3       | 61.     | 7      | 64.    |
| 1997/98   | –      | –      | –       | –       | –      | –      |
| 1998/99   | 1      | 108.   | –       | –       | –      | –      |
| 1999/2000 | 7      | 109.   | 7       | 63.     | –      | –      |
| 2000/01   | –      | –      | –       | –       | –      | –      |
| 2001/02   | 13     | 109.   | –       | –       | –      | –      |
| 2002/03   | 21     | 89.    | –       | –       | –      | –      |
| 2003/04   | –      | –      | –       | –       | –      | –      |
| 2004/05   | 3      | 145.   | 3       | 92.     | –      | –      |